# Полимерна банкнота
Полимерната банкнота е банкнота, направена от полимер, като например биаксиално ориентиран полипропилен. Подобни банкноти включват много защитни елементи, които не се срещат в хартиените, включително използването на метаметрични мастила. Полимерните бакноти издържат значително по-дълго от хартиените, което води до намаляване на въздействието върху околната среда и намаляване на разходите за производство и подмяна.
Съвременните полимерни банкноти са първо разработени от Резерваната банка на Австралия (Reserve Bank of Australia, RBA), CSIRO (Commonwealth Scientific and Industrial Research Organisation) и Мелбърнския университет. Първоначално са емитирани като валута в Австралия през 1988. През 1996 Австралия преминава изцяло на полимерни банкноти. Други държави, които са преминали изцяло на полимерни банкноти включват: Бруней, Канада, Нова Зеландия, Папуа Нова Гвиеня, Румъния и Виетнам. Последните държави, които въвеждат полимерни банкноти в обращение включват: Великобритания, Нигерия, Капе Верде, Чили, Гамбия, Никарагуа, Тринидад и Тобаго, Мексико, Малдивите, Мавритания, Ботсвана, Република Македония, Русия, Соломонови острови.